# L. T. Meade
Pour les articles homonymes, voir Meade.
L. T. Meade, nom de plume de Elizabeth Thomasina Meade, née en 1844 à Bandon dans le Comté de Cork dans la province de Munster en Irlande et morte en 1914, est une femme de lettres irlandaise, auteure prolifique de roman pour la jeunesse et de roman policier.

## Biographie
Auteur prolifique de romans principalement pour jeunes filles, « elle s'est aussi consacré au genre policier dont elle devint une des premières grandes dames ». Elle écrit plusieurs romans et nouvelles avec Clifford Halifax, Robert Eustace (en) et Robert Kennaway Douglas (en).
Pour Marc Madouraud, collaborateur du Dictionnaire des littératures policières : « À vrai dire, Meade ne force pas tant l'intérêt par la qualité de son œuvre que par son importance historique et sa propension à imaginer une série de meurtres tous plus ingénieux les uns que les autres. Elle fut d'ailleurs la première à avoir composé une anthologie dédiée aux crimes impossibles, en 1898 ».
Traduite en français entre 1885 et 1922 (pour quelques romans pour enfants et nouvelles policières), elle est actuellement peu connue en France, où cependant plusieurs recueils de ses nouvelles mystérieuses ont été récemment publiés. Ainsi, on doit signaler que le recueil traduit par H. J. Magog, L'Oeil dans les ténèbres (Tallandier, 1911, traduction partielle (8 nouvelles sur 12) de Stories from the Diary of a Doctor, 1894) a été réédité et complété en 2023 sous le même titre (Ed. Mi Li Re Mi/Archives et documents), avec une postface et un dossier sur la collection qui l'accueillit en 1911, "Les Romans mystérieux".

## Œuvre

### Romans

#### Romans de littérature d'enfance et de jeunesse
- Scamp and I: A Story/Study of City Byways (1872)
- Lettie's Last Home (1876)
- David’s Little Lad (1877)
- Water Lilies and Other Tales (1878)
- The Children’s Kingdom: The Story of a Great Endeavor (1878)
- Outcast Robin, or Your Brother and Mine: A Cry from the Great City (1878)
- Great St. Benedict’s: A Tale (1879) (autres titres : Dorothy's Story, Great St. Benedict's')
- Water Gipsies: A Story of Canal Life in England (1879)
- Dot and Her Treasures (1879)
- Andrew Harvey's Wife (1880)
- A Dweller in Tents (1880)
- Mou-Setse, a Negro Hero (1880)
- Mother Herring's Chicken (1881)
- The Children's Pilgrimage (1883)
- Scarlet Anemones (1884)
- The Autocrat of the Nursery (1884)
- The Angel of Love (1885)
- A Little Silver Trumpet (1885)
- A World of Girls: The Story of a School (1886)
- The Palace Beautiful: A Story for Girls (1887)
- Sweet Nancy (1887)
- Deb and the Duchess: A Story for Girls (1888)
- Nobody's Neighbors (1888)
- A Band of Three (1888)
- The Golden Lady (1889)
- Polly: A New-Fashioned Girl (1889)
- The Little Princess of Tower Hill (1889)
- Those Boys, a Story for All Little Fellows (189-?)
- The Honorable Miss: The Story of an Old-Fashioned Town (1890)
- Frances Kane's Fortune (1890)
- A Girl of the People (1890)
- Little Trouble-the-House (1890)
- Engaged to Be Married: A Tale of Today (1890)
- The Heart of Gold (1890)
- Dickory Dock (1890)
- Just a Love Story (1890)
- The Beresford Prize (1890)
- Marigold (1890)
- Hepsy Gipsy (1891)
- A Sweet Girl Graduate (1891)
- The Children of Wilton Chase (1891)
- Little Mary and Other Stories (1891)
- Bashful Fifteen (1892)
- Jill, A Flower Girl (1892)
- Four on an Island: A Story of Adventure (1892) (autre titre A Book for the Little Folks)
- The Lady of the Forest: A Story for Girls (1892)
- Out of the Fashion (1892)
- Beyond the Blue Mountains (1893)
- Betty, A School Girl (1894)
- Red Rose and Tiger Lily (1894)
- Girls, New And Old (1895)
- The House of Surprises: A Story for Girls (1896)
- Good Luck: A Story for Girls (1896)
- A Girl in Ten Thousand (1896)
- Playmates: A Story for Boys and Girls (1896)
- The Merry Girls of England (1896)
- A Little Mother to the Others (1896)
- Wild Kitty: A School Story (1897) (autre titre A Story of Middleton School)
- Bad Little Hannah: A Story for Girls (1897)
- Catalina: Art Student (1897)
- A Handful of Silver (1897)
- A Bunch of Cherries: A Story of Cherry Court School (1898)
- Cave Perilous (1898)
- The Rebellion of Lil Carrington (1898)
- Mary Gifford, M.B./S. (1898)
- Me and My Dolls: The Story of the Joys and Troubles of Miss Bo-Peep and Her Doll Family (1898)
- A Public School Boy: A Memoir of H. S. Wristbridge (1899)
- The Desire of Men: An Impossibility (1899)
- The Odds and the Evens (1899)
- A Brave Poor Thing (1899)
- The Temptation of Olive Latimer (1899)
- Light o' the Morning: The Story of an Irish Girl (1899)
- How Nora Crena Saved Her Own (1900)
- The Time of Roses: A Story for Girls (1900)
- A Lonely Puppy, & The Tambourine Girl (1890)
- Daddy’s Girl (1900,)
- A Big Temptation and Other Stories (1900)
- Miss Nonentity: A Story for Girls (1900)
- The Girls of True Blue: A School Story (1901)
- The New Mrs. Lascelles (1901)
- The Cosey Corner (1901)
- A Sister of the Red Cross: A Tale of the South African War (1901)
- A Very Naughty Girl (1901)
- The Rebel of the School (1902)
- The Girls of the Forest (1902)
- The Squire's Little Girl (1902)
- Drift (1902)
- The Princess Who Gave Away All, The Naughty One of the Family (1902)
- Margaret (1902)
- Queen Rose: A Girl's Story (1902)
- The Manor School (1903)
- Peter the Pilgrim: The Story of a Boy and His Pet Rabbit (1903)
- The Witch Maid (1903)
- A Gay Charmer: A Story for Girls (1903)
- That Brilliant Peggy (1903)
- Tic-Tac-Too, Butterfly Valley (1903)
- Petronella, The Coming of Polly (1904)
- The Girls of MrsPritchard's School (1904)
- A Madcap (1904)
- Nurse Charlotte (1904)
- A Modern Tomboy: A Story for Girls (1904)
- A Bevy of Girls (1905)
- A Young Mutineer: A Story for Girls (1905)
- The Colonel and the Boy (1906)
- A Golden Shadow (1906)
- The Hill-Top Girl (1906)
- Turquoise and Ruby (1906)
- Sue: The Story of a Little Heroine and Her Friend (1906)
- Queen of the Day (1906)
- A Girl from America (1907)
- The Red Cap of Liberty (1907)
- The Little School-Mothers: A Story for Girls (1907)
- The Scamp Family: A Story for Girls (1907)
- Three Girls from School (1907)
- The Lady of Jerry Boy's Dreams: A Story for Girls (1907)
- The Court Harman Girls (1908)
- Betty of the Rectory (1908)
- Sarah's Mother (1908)
- The School Queens: A Story for Girls (1908/10)
- Blue of the Sea (1909)
- Blue Shoes and Black (1909)
- Daddy's Boy (1909)
- Betty Vivian: A Story of Haddo Court School (1910)
- Rosa Regina: A Story for Girls (1910)
- Nance Kennedy (1910)
- Pretty-Girl and the Others (1910)
- Their Little Mother: A Story for Girls (1910)
- The Girls of Merton College (1911)
- For Dear Dad: A Story for Girls (1911)
- Corporal Violet (1912)
- How It All Came Round (1912)
- Kitty O'Donovan: A School Story (1912)
- The Chesterton Girl Graduates: A Story for Girls (1913)
- The Girls of King's Royal: A Story for Girls (1913)
- The School Favorite: A School Girls Story (1913)
- Golden Hours Story Book (1913)
- A Band of Mirth (1914)
- The Wooing of Monica (1914)
- The Queen of Joy (1914)
- The Girls of Castle Rocco: A Home Story for Girls (1914)
- Greater Than Gold (1915)
- The Daughter of a Soldier: A Colleen of South Ireland (1915)
- Jill, the Irresistible (1915)
- Winter Fun for Merry Hearts (1915)
- Hollyhock: A Spirit of Mischief (1916)
- Better Than Riches (1917)
- Cassie, Little Mary (1919)

#### Romans policiers

##### Romans coécrits avec Clifford Halifax
- This Troublesome World (1893)
- Dr. Rumsey's Patient: A Very Strange Story (1896)
- Where the Shoe Pinches (1900) recueil de nouvelles
- A Race With the Sun (1901) recueil de nouvelles

##### Nouvelles coécrites avec Robert Eustace
- The Arrest of Captain Vandaleur: How Miss Cusack Discovered His Trick (1899) nouvelle
- Where the Air Quivered (1898) nouvelle
- A Master of Mysteries (1898) recueil de nouvelles
- Mr. Bovey's Unexpected Will (1899) nouvelle
- The Brotherhood of the Seven Kings (1899) série de nouvelles
- The Gold Star Line (1899) série de nouvelles
- The Outside Ledge (1900) nouvelle
- The Sanctuary Club (1900) série de nouvelles
- The Sorceress of the Strand (1902) série de six nouvelles
- The Lost Square (1902) nouvelle
- The Face in the Dark (1903) nouvelle

##### Nouvelles coécrites avec Robert Kennaway Douglas
- Under the Dragon Throne (1897) série de nouvelles

##### Autres romans policiers
- A Princess of the Gutter (1895)
- The Voice of the Charmer (1895)
- A Son of Ishmael: A Clever Detective Story (1896)
- The Cleverest Woman in England (1898)
- On the Brink of a Chasm: A Record of Plot and Passion (1898)
- An Adventuress (1899)
- Wages: A Novel (1900)
- The Blue Diamond (1901)
- The Secret of the Dead (1901)
- Wheels of Iron (1901)
- Confessions of a Court Milliner (1902)
- A Double Revenge (1902)
- The Dead Hand: Being the First of the Experiences of the Oracle of Maddox Street (1902) nouvelle
- Fingertips: One of the Sensational Experiences of Diana Marburg, the Oracle of Maddox Street (1902) nouvelle
- The Adventures of Miranda (1904)
- At the Back of the World (1904)
- A Maid of Mystery (1904)
- Silenced (1904) recueil de nouvelles
- The Lady Cake-Maker (1904)
- The Oracle of Maddox Street (1904) recueil de nouvelles
- His Mascot (1905)
- Bess of Delaney's (1905)
- A Golden Shadow (1906)
- From the Hand of the Hunter (1906)
- The Home of Sweet Content (1906)
- The Maid With the Goggles (1906)
- The Girl and Her Fortune (1906)
- The Chateau of Mystery (1907)
- The Curse of the Feverals (1907)
- The Home of Silence (1907)
- Kindred Spirits (1907)
- The Red Ruth (1907)
- The Courtship of Sybil (1908)
- The Fountain of Beauty (1909)
- I Will Sing a New Song (1909)
- The Necklace of Parmona (1909)
- The Pursuit of Penelope (1909)
- The Stormy Petrel (1909)
- Wild Heather (1909)
- The A. B. C. Girl (1910)
- Micah Faraday, Adventurer (1910) recueil de nouvelles
- Twenty-Four Hours: A Novel of Today (1911)
- The House of Black Magic (1912)
- The Great Lord Masareene (1913)
- The Passion of Kathleen Duveen (1913)
- Her Happy Face (1914)
- The Maid Indomitable (1916)
- The Detections of Miss [Florence] Cusack (1998) recueil de nouvelles

#### Autres romans
- A Knight of Today (1877)
- Bel Marjory: A Tale (1878)
- Miss Toosey's Mission (1878)
- Laddie (1879)
- The Floating Light of Ringfinnan, and Guardian Angels (1880)
- A Band of Three (1882)
- A London Baby: The Story of King Roy (1882)
- How It All Came About (1883)
- Tip Cat (1884)
- The Two Sisters (1884)
- Our Little Ann: A Tale (1885)
- Merry Chimes for Happy Times (1886)
- Faithful Friends: Stories of Struggle and Victory (1886)
- Beforehand (1887)
- Letters to Our Working-Party (1887)
- The O'Donnells of Inchfawn (1887)
- Pen (1888)
- Poor Miss Carolina (1889)
- A Farthingful (1889)
- A Life for a Love: A Story of Today (1891)
- A Soldier of Fortune (1894)
- Kitty O'Hara (1895)
- The Least of These, and Other Stories (1895)
- The Heart of Helen (1896)
- The White Tzar (1896)
- The Way of a Woman (1897)
- The Secret of Emu Plain (1898)
- The Siren (1898)
- The Girl of St. Wode's (1898)
- All Sorts (1899)
- A Plucky Girl (1900)
- In a Time of Roses (1900)
- A Stumble by the Way (1901)
- The Blood-Red Cross (1902) nouvelle de la série "Madame Sara"
- Madame Sara (1902) série de six nouvelles
- The Face of the Abbot (1902) nouvelle de la série "Madame Sara"
- Through Peril for a Wife (1902)
- The Pursuit of Penelope (1902)
- The Burden of Her Youth (1903)
- Resurgam (1903)
- By Mutual Consent (1903)
- Followed (1903) nouvelle
- Rosebury (1903)
- Love Triumphant (1904)
- Castle Poverty (1904)
- Bride of Tomorrow (1904)
- Nurse Charlotte (1904)
- The Other Woman (1905)
- Dumps: A Plain Girl (1905)
- Willful Cousin Kate: A Girl's Story (1905)
- Old Readymoney's Daughter (1905)
- Little Wife Hester (1905)
- Loveday: The Story of an Heiress (1905)
- The Other Woman (1905)
- The Face of Juliet (1906)
- Victory (1906)
- In the Flower of Her Youth (1906)
- The Colonel’s Conquest (1907)
- Little Josephine (1907)
- The Lady of Delight (1907)
- The Love of Susan Cardigan (1907)
- The Aim of Her Life (1908)
- Hetty Beresford (1908)
- Brother or Husband (1909)
- A[y]lwyn's Friends (1909)
- Oceana's Girlhood (1909)
- The Princess of the Revels (1909)
- Belinda Treherne (1910)
- Sue, a Little Heroine (1910)
- A Girl of Today (1910)
- The Wild Irish Girl (1910)
- Lady Anne (1910)
- Miss Gwendoline (1910)
- Desborough's Wife (1911)
- The Doctor's Children (1911)
- The Soul of Margaret Rand (1911)
- The Girl from Spain (1911)
- Mother and Son (1911)
- A Bunch of Cousins and the Barn Boys (1911)
- Love's Cross Roads (1912)
- Lord and Lady Kitty (1912)
- Peggy from Kerry (1912)
- The Girls of Abinger Close (1913)
- Elizabeth's Prisoner (1914)
- A Girl of High Adventure (1914)
- The Darling of the School (1915)
- Madge Mostyn's Nieces (1916)
- The Fairy Godmother (1917)
- Miss Patricia (1925)
- Roses and Thorns (1928)
- Old Rail Fence Corners (2010)
- Without Witnesses
- Mrs. Reid's Terror
- The Pearl: A Complete Story
- A Botanical Ladder for the Young
- The Grass-Green Carpet

### Recueils de nouvelles
- Hermie's Rosebuds and Other Stories (1883)
- Stories from the Diary of a Doctor (1894), coécrit avec Clifford Halifax
- Stories from the Diary of a Doctor, Second Series (1896), coécrit avec Clifford Halifax Publié en français sous le titre L'Œil dans les ténèbres, Paris, Librairie Jules Tallandier, coll. « Romans mystérieux » (1911)
- Stories from the Old, Old Bible (1903)
- A Lovely Fiend/Friend and Other Stories (1908)
- The Least of These and Other Stories (1910)

### Nouvelles

#### SérieOld-Fashioned Girls
- Evelina (1888)
- Cecilia (1889)
- Olivia and Sophia Primrose (1889)
- Lizzy and the Touchy Lady (1889)
- Lady Juliana Douglas (1890)

#### SérieDoctor Halifax, coécrite avec Clifford Halifax
- My First Patient (1893) Publié en français sous le titre Ma première cliente, dans Roman et Vie (1908)
- My Hypnotic Patient (1893)
- Very Far West (1893)
- The Heir of Chartelpool (1893)
- A Death Certificate (1893)
- The Wrong Prescription (1893)
- The Horror of Studley Grange (1894)
- Ten Years’ Oblivion (1894)
- An Oak Coffin (1894)
- Without Witnesses (1894)
- Trapped (1894)
- The Ponsonby Diamonds (1894)
- Creating a Mind (1895)
- The Seventh Step (1895)
- The Silent Tongue (1895)
- The Hooded Death (1895)
- The Red Bracelet (1895)
- Little Sir Noel (1895)
- A Doctor’s Dilemma (1895)
- On a Charge of Forgery (1895)
- The Strange Case of Captain Gascoigne (1895)
- With the Eternal Fires (1895)
- The Small House on Steven’s Heath (1895)
- To Every One His Own Fear (1895)

#### SériePaul Gilchrist, coécrite avec Clifford Halifax
- The Snake's Eye (1896)
- Ought He To Marry Her? (1896)
- Lady Tregenna (1896)
- The Sleeping Sickness (1896)
- At the Steps of the Altar (1896)
- Panelled Bedroom (1896)
- A Race with the Sun (1897)
- The Man Who Smiled (1897)

#### SérieJohn Bell, coécrite avec Robert Eustace
- The Warder of the Door (1897)
- The Mystery of the Felwyn Tunnel (1897)
- The Chamber of Terror (1897)
- The Mystery of the Circular Chamber (1897)

#### SérieNorman Head, coécrite avec Robert Eustace
- At the Edge of the Crater (1898)
- The Winged Assassin (1898)
- The Swing of the Pendulum (1898)
- The Luck of Pitsey Hall (1898)
- Twenty Degrees (1898)
- The Star-Shaped Marks (1898)
- The Iron Circlet (1898)
- The Mystery of the Strong Room (1898)
- The Bloodhound (1898)
- The Doom (1898)

#### SérieGeorge Conway, coécrite avec Robert Eustace
- The Jeweled Cobra (1898)
- The Cypher with the Human Key (1899)
- The Rice-Paper Chart (1899)
- In the Jaw of the Dog (1899)
- The Yellow Flag (1899)
- The Sacred Chank (1899)

#### SérieThe Sanctuary Club, coécrite avec Robert Eustace
- The Death Chair (1899)
- A Visible Sound (1899)
- The Diana Sapphire (1899)
- East of North (1899)
- A Handful of Ashes (1899)
- The Secret of the Prison House (1899)

#### SérieFlorence Cusack, coécrite avec Robert Eustace
- Mr. Bowey's Unexpected Will (1899)
- The Arrest of Captain Vandaleur (1899)
- A Terrible Railway Ride: The Story of the Man with the False Nose (1900)
- The Outside Ledge (1900)

#### SérieFrancesca Delacourt, coécrite avec Robert Eustace
- Mademoiselle Delacourt (1901)
- A Little Smoke (1901)
- The Tiger’s Claw (1901)
- A Conjuring Trick (1901)
- A Gallop with the Storm (1901)
- The Lost Square (1901)

#### SérieDr. Lonsdale, coécrite avec Robert Eustace
- Mrs. Reid's Terror (1901)
- The Great Pink Pearl (1901)

#### SérieDiana Marburg, coécrite avec Robert Eustace
- The Dead Head (1902)
- Finger Tips (1902)
- Sir Penn Carlyll's Engagement (1902)

#### Autres nouvelles
- The Tambourine Girl (1887)
- The Lady in the Forest (1888)
- The Yellow Dragon Vases (1891)
- A Young Mutineer (1892)
- A Horrible Fright (1894)
- The White Tzar (1896)
- A Sister of the Red Cross (1897)
- Dick the Devil (1897), coécrit avec Clifford Halifax
- "La France" (1897), coécrit avec Clifford Halifax
- Major Capell's Honour (1897), coécrit avec Clifford Halifax
- For Valour (1897), coécrit avec Clifford Halifax
- The Drummer Boy (1897), coécrit avec Clifford Halifax
- The Love Adventure of Primrose Ward (1897)
- Silence (1897), coécrit avec Robert Eustace
- The Blue Laboratory (1897) Publié en français sous le titre Le Laboratoire bleu, dans Le Monde moderne (1898)
- The Doom (1898), coécrit avec Robert Eustace
- The D Line (1899), coécrit avec Robert Eustace
- The Brotherhood of Seven Kings (1899)
- The Sanctuary Club (1900)
- Followed (1900)
- Spangle-Winged (1901), coécrit avec Clifford Halifax
- The Man Who Disappeared (1901), coécrit avec Robert Eustace Publié en français sous le titre Un homme peut-il disparaître ?, dans Lectures pour tous (1909)
- Madame Sara (1902), coécrit avec Robert Eustace
- The Face in the Dark (1903), coécrit avec Robert Eustace
- The Black Ribbon (1904)
- The Tolerance of Count Kinsky (1905), coécrit avec Robert Eustace
- The Invisible Enemy (1907), coécrit avec Robert Eustace
- Done in Disguise (1908)
- The Join Heiresses (1909)
- Sir Jasper Murray's Child (1910)
- The Child of His Dreams (1913)

## Sources
: document utilisé comme source pour la rédaction de cet article.
- Claude Mesplède (dir.), Dictionnaire des littératures policières, vol. 2 : J - Z, Nantes, Joseph K, coll. « Temps noir », 2007, 1086 p. (ISBN 978-2-910-68645-1, OCLC 315873361), p. 342-343.